# Kamov Ka-25
Le Kamov Ka-25 (code OTAN Hormone) était un hélicoptère naval à rotors coaxiaux contrarotatifs du constructeur soviétique Kamov.

## Historique

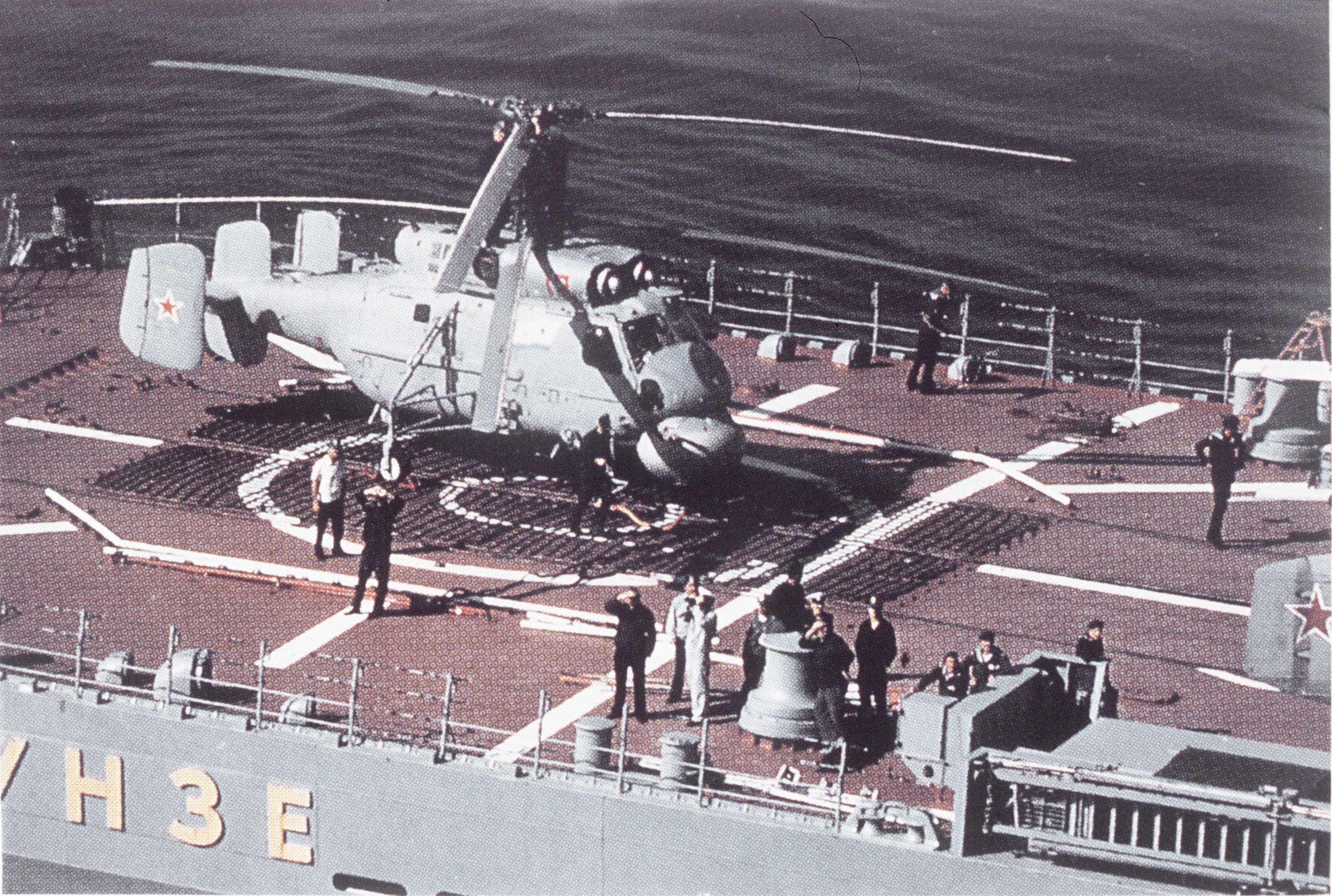
Un Ka-25 à bord du croiseur Frunzé en 1987.

Au début des années 1960, la Marine soviétique exprima son besoin en hélicoptères navals embarqués pour les missions de reconnaissance et de lutte anti-sous-marine. 
Le bureau d'études (OKB) Kamov réalisa le prototype Kamov Ka-20 (en) (code OTAN Harp) qui fut présenté pour la première fois en public en 1961 lors du salon aéronautique de Touchino.
Le Ka-25 fut construit à environ 460 exemplaires jusqu’à entre 1972 et 1975 selon les sources.
Il fut remplacé par le Kamov Ka-27.

## Versions
Ka-25PL et Ka-25BSh Hormone-A : Hélicoptère de lutte anti-sous-marine équipé d'un radar de surveillance Short Horn, de bouées sonar et d'un détecteur d'anomalie magnétique (MAD) tracté. Son armement consistait en torpilles de différents types. En outre, il pouvait théoriquement larguer une charge de profondeur conventionnelle, ou pour la version Ka-25PLYu, nucléaire. Cette version a été développée à la suite d'un décret du Conseil des ministres de l'URSS du 15 mai 1965 ; il s'agissait du premier hélicoptère au monde équipé d'une arme nucléaire tactique, la bombe 8F59.
Ka-25Ts Hormone-B : Cette version n'était pas armée hormis un radar "Uspekh-2A" et une liaison de données Kobalt-2 et devait servir, en tant que poste d'observation avancé, à guider vers leurs cibles les missiles de croisière embarqués SS-N-3B, SS-N-12, SS-N-19 et SS-N-22. 
Ka-25PS Hormone-C : Transport et recherche et sauvetage (SAR), non armé.
Ka-25BshZ : Version équipée pour le dragage de mines marines.
Ka-25K - Grue volante civile avec un poste d'observation en pointe avant pour un deuxième pilote chargé de surveiller les opérations de chargement/déchargement à l'élingue. Exemplaire unique présenté en 1967 au salon du Bourget.

## Utilisateurs

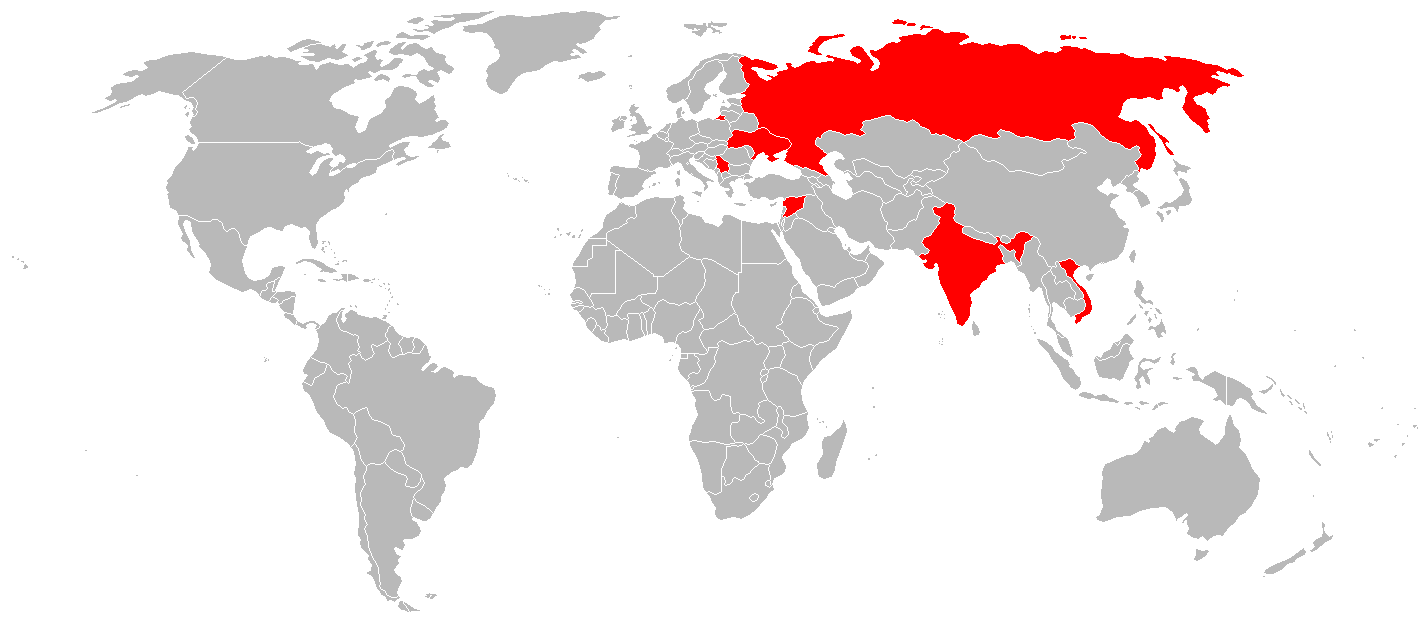
Utilisateurs du Ka-25

- Bulgarie : 3 dans la marine bulgare en 1999[4] en 2008. Retrait dans les années 2010[5].
- Inde : 5 dans la marine indienne  en 1985[6], aucun en 1999.
- Russie : L'utilisateur principal était l'aviation navale russe.

Un grand nombre de Ka-25BSh Hormone - A étaient stationnés depuis les années 1960 sur les porte-hélicoptères de classe Moskva, les porte-avions classe Kiev et les croiseurs des classes Kresta et Kara (un chacun). En outre, le Ka-25 opérait à partir de bases aéronavales à terre. Sur les navires de la Marine soviétique, il fut remplacé par la suite par les Kamov Ka-29 / 32 Helix. En 1999, 40 était en réserve dont 20 pour le dragage.
- Syrie : 3 dans la marine syrienne en 1985[8]. 5 en 1987[9]. Aucun enregistré en 1999.
- Ukraine : 17 en parc dans la marine ukrainienne en 2008[10].
- Viêt Nam : 4 dans la marine vietnamienne en 1999[11] et 2008.
- Yougoslavie : 4 dans la Marine militaire yougoslave en 1985[12]. 4 en 1999.